# Islas Airways

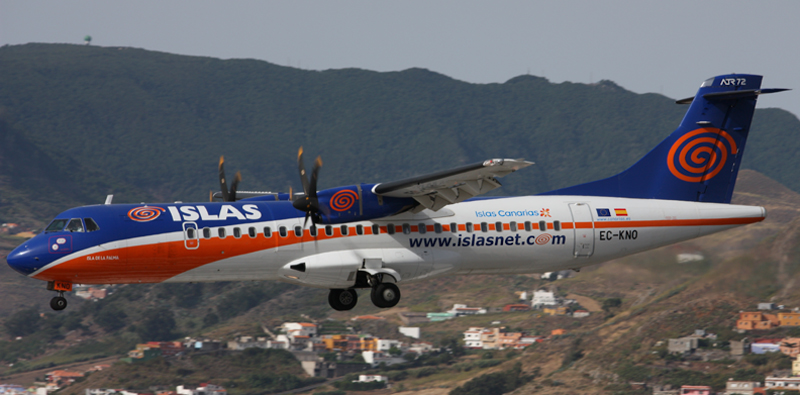
ATR 72 авиакомпании Islas Airways в заходе на посадку в международный аэропорт Лос-Родеос, 2009 год

Islas Líneas Aéreas, действующая как Islas Airways, — испанская авиакомпания со штаб-квартирой на Тенерифе, работающая в сфере регулярных пассажирских перевозок между аэропортом Лос-Родеос и аэропортами Канарских островов.
Портом приписки авиакомпании и её транзитным узлом (хабом) является международный аэропорт Лос-Родеос.
Авиакомпания была основана в 2002 году и начала операционную деятельность в феврале следующего года.
Islas Airways приостановила все полеты 16 октября 2012 года.

## Маршрутная сеть
Маршрутная сеть авиакомпании Islas Airways на регулярных пассажирских перевозках охватывала следующие пункты назначения:
- Арресифе — аэропорт Лансароте
- Фуэртевентура — аэропорт Фуэртевентура
- Лас-Пальмас-де-Гран-Канария — аэропорт Гран-Канария
- Санта-Крус-де-ла-Пальма — аэропорт Ла-Пальма
- Тенерифе — международный аэропорт Лос-Родеос (хаб)
- Тенерифе — Санта-Крус-де-ла-Пальма

Сезонные
- Эль-Аюн — аэропорт имени султана Хасана I
- Нуадибу — международный аэропорт Нуадибу
- Нуакшот — международный аэропорт Нуакшот

## Флот
В январе 2011 года авиакомпания Islas Airways эксплуатировала флот из шести турбовинтовых самолётов ATR 72-200 с пассажирскими салонами на 70 мест в одноклассной компоновке. Средний возраст воздушный судов составлял 9 лет.